# Серёжин, Сергей Валерьевич
Сергей Валерьевич Серёжин (род. 9 октября 1975 года) — российский скульптор, член-корреспондент РАХ (2021).

## Биография
Родился 9 октября 1975 года в Москве, где живёт и работает.
В 1994 году — окончил Московский академический художественный лицей Российской академии художеств, педагог К. Л. Петросян.
В 2000 году — окончил факультет скульптуры МГАХИ имени В. И. Сурикова, мастерская профессора М. В. Переяславца.
С 2000 года — член Московского союза художников, с 2016 года — член Союза художников Подмосковья.
С 2003 по 2006 годы — проходил стажировку в Творческих мастерских Российской академии художеств, руководитель В. Е. Цигаль.
С 2018 года — действительный член Императорского православного палестинского общества.
С 2019 года — член правления секции скульптуры Московского союза художников и Объединения московских скульпторов.
В 2021 году — избран членом-корреспондентом Российской академии художеств от Отделения скульптуры.

### Семья
- отец — советский и российский скульптор Валерий Дмитриевич Сережин (род. 1948)
- дед — участник ВОВ, стеклодув Дмитрий Васильевич Сережин

## Творческая деятельность
Основные произведения

Основные монументальные произведения
- 2007 Надгробный памятник Народному артисту России Игорю Кио, бронза, камень. Новодевичье кладбище, Москва.
- 2009 Композиция «Время», бронза, Щёлково, Московская область.
- 2013 Композиция «Архангел Михаил», гранит, мрамор, бронза, сусальное золото. Михайловск, Ставропольский край.
- 2014 Поклонный крест, бронза, гранит. Михайловск, Ставропольский край.
- 2015 Скульптурное оформление Адмиральского парка: колоннада, памятник адмиралу Федору Ушакова, 12 бюстов российских адмиралов, бронза, гранит. Михайловск, Ставропольский край.
- 2016 Памятник Сергию Радонежскому, бронза. Кашира, Московская область.
- 2017 Памятник адмиралу Евфимию Путятину, бронза, гранит. Великий Новгород.
- 2018 Памятник фрегату «Орел», бронза, гранит; Памятник Петру и Февронии, бронза камень. Михайловск, Ставропольский край.
- 2019 Мемориал экипажу подводной лодки «С-13», алюминий, нержавеющая сталь, чёрный металл. Михайловск, Ставропольский край.
- 2019 Памятник архимандриту Алипию (Воронову), бронза, гранит. Аллея Победы, Домодедово, Московская область.
- 2019 Памятник в честь 75-летия образования органов военной контрразведки «СМЕРШ», бронза. Михайловск, Ставропольский край.
- 2020 Композиция «Дети и журавли», бронза, гранит. Поселение Десёновское, Ватутинки, Москва.
- 2020 Композиция «Стол радиста», бронза. Парк в честь 70-летия Победы в Великой Отечественной войне, поселение Десёновское, Ватутинки, Москва.
- 2021 Памятник царевичу Алексию, бронза, гранит. Троицкий собор, Щёлково, Московская область.
- 2022 Композиция «Красноармеец и медсестра», бронза. Боровичи, Новгородская область.

Работы в области станкового искусства:
- 2004 «Портрет скульптора А. Зейналова», бронза
- 2005—2008 анималистическая серия из двенадцати скульптур «Путешествие в Африку»;
- «Бег Леонардо» (2006 г., бронза); рельеф «Шарманщик» (2014 г., бронза, Государственная Третьяковская галерея); «Ковчег» (2015—2017 гг.; бронза, частная коллекция); «Портрет дочери с матрешками» (2021 г., алюминий, бронза, акрил, дерево).

Произведения находятся в собраниях Государственной Третьяковской галереи, Сергиево-Посадского государственного историко-художественного музея-заповедника, музея-заповедника «Дмитровский Кремль», а также в частных коллекциях.
Постоянный участник российских, московских и международных выставок с 1995 года.
Персональные выставки: «Субъективная реальность» в ЦДХ (2007); «Величие русских побед» в Сергиево-Посадском государственном историко-художественном музее-заповеднике (2015); «Ковчег» музее-заповеднике «Дмитровский Кремль» (2018); «Жара», совместно с Верой Коршуновой. Галерея Веры Коршуновой, Москва (2023).

## Награды
- премия за скульптуру «Бег Леонардо» на всесоюзном конкурсе молодых художников имени П. М. Третьякова (2005)
- лауреат премии Российского союза художников (2006)
- лауреат премии ФСБ России (совместно с отцом В. Серёжиным, за 2015 год) — за создание в Ставрополе мемориального комплекса «Адмирал», посвящённого сотруднику органов безопасности, Герою Российской Федерации, адмиралу Г. А. Угрюмову

Награды РАХ
- диплом РАХ (2010)
- благодарность РАХ (2022)